# اسکات نوستدتر
اسکات نوستدتر (انگلیسی: Scott Neustadter؛ زادهٔ ۱۹۷۷ (۴۷–۴۸ سال)) فیلم‌نامه‌نویس، و تهیه‌کننده فیلم اهل ایالات متحده آمریکا است.